# Stoppila Sunzu
Stoppila Sunzu (ur. 22 czerwca 1989 w Chingoli) – zambijski piłkarz grający na pozycji środkowego obrońcy lub defensywnego pomocnika. Jest bratem Felixa Sunzu, także reprezentanta kraju i synem Felixa Sunzu seniora, byłego bramkarza, pochodzącego z Demokratycznej Republiki Konga.

## Kariera klubowa
Karierę piłkarską Sunzu rozpoczął w klubie Konkola Blades z miasta Chililabombwe. W 2007 roku został członkiem pierwszego zespołu i wtedy też zadebiutował w jego barwach w rozgrywkach zambijskiej Premier League. W 2008 roku przeszedł do Zanaco FC. We wrześniu 2008 został wypożyczony do LB Châteauroux, w którym nie rozegrał żadnego spotkania. W 2009 roku wrócił do Zanaco i został z nim mistrzem Zambii. W 2010 roku przeszedł do TP Mazembe. Triumfował z tą drużyną w Afrykańskiej Lidze Mistrzów. W 2014 roku trafił do FC Sochaux. W 2015 przeszedł do Shanghai Shenhua, skąd latem 2015 wypożyczono go do Lille OSC.
W 2016 roku Sunzu podpisał kontrakt z Lille, a na początku 2017 został wypożyczony do rosyjskiego Arsienału Tuła. W 2018 roku przeszedł do FC Metz.

## Kariera reprezentacyjna
W 2007 roku Sunzu wraz z reprezentacją Zambii U-20 wystąpił na Mistrzostwach Świata U-20. W dorosłej reprezentacji zadebiutował w 2008 roku. W 2010 roku został powołany na Puchar Narodów Afryki 2010. W 2012 roku został mistrzem kontynentu po wygraniu Pucharu Narodów Afryki. Był także w kadrze Zambii na Puchar Narodów Afryki 2013 i Puchar Narodów Afryki 2015.